# جنگ‌علی
جنگ‌علی یک منطقهٔ مسکونی در افغانستان است که در ولایت بغلان واقع شده‌است.